# イアン・ロデリック・マクニール
イアン・ロデリック・マクニール（Ian Roderick Macneil、1929年 - 2010年）は、アメリカ合衆国の法学者であり、仲裁法や契約法の専門家である。ノースウェスタン大学ロースクール名誉教授、ジョン・ヘンリー・ウィグモア法学教授。

## 人物・来歴
バラ島のマクニール氏族の第46代氏族長である。ニューヨークに生まれバーモントで育った。
バーモント大学でBAを、ハーバード大学ロースクールでLLBをそれぞれ優等の成績で取得した。
合衆国第一巡回区控訴裁判所の法務書記、法律事務所のアソシエイトを経て、1959年から1972年、1974年から1980年まで、コーネル大学法学部で教えた。
1972年から1974年の間は、バージニア大学先端研究センター法学教授兼センター員を務めた。
1980年から1999年まで、ノースウェスタン大学ロースクールで教えた。
1970年、マクニールは、ヘブリディーズ諸島にあるバラ島のマクニール氏族第46代当主の地位を世襲した。
バラ島の領主であったが、2003年、バラ島の広大な土地をSEERAD（スコットランド行政部の環境および地方関連部）に寄贈した。

## 関係的契約理論
マクニールは、関係的契約理論と呼ばれる学説の主唱者である。
この契約理論は、意思主義を基調とする契約観を批判するもので、関係性に契約の基礎を見出す新たな契約観を提供するものである。
この理論は、単に法学にとどまらず、法社会学、社会学、政治学、経済学、人類学、哲学その他の学問領域を横断するもので学際的色彩が濃く、多くの法学者から反発を招いたが徐々に支持者を増やしている。
マクニールと関係的契約理論は、東京大学教授の内田貴によって日本に紹介された。

## 著書
- 『連邦仲裁法（Federal Arbitration Law）』
- 『新社会契約（The New Social Contract）』